# Behnbrunnen

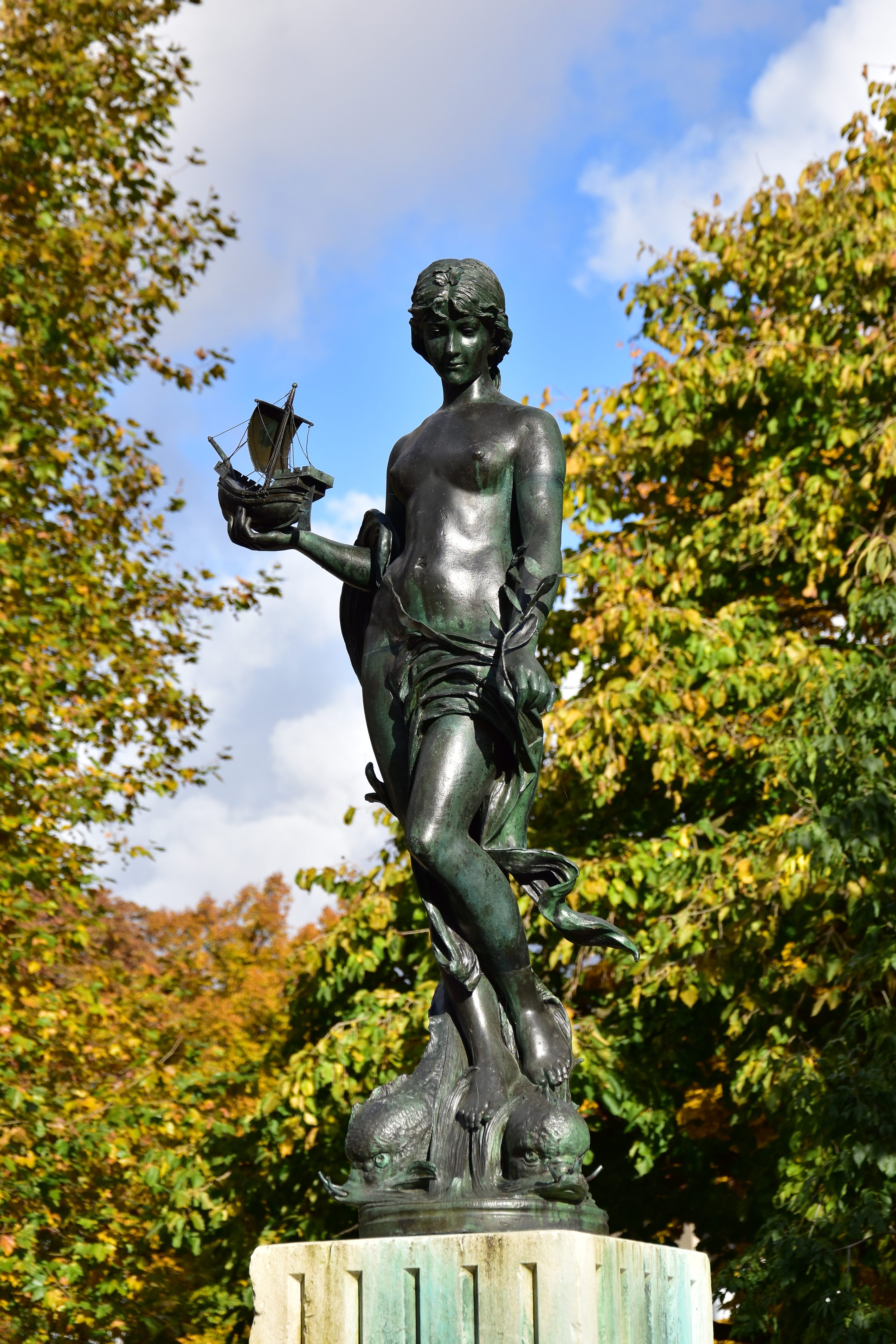
Brunnenfigur

Der Behn-Brunnen oder Bürgermeister-Behn-Brunnen ist ein Zierbrunnen an der Ecke Behnstraße/Königstraße in Hamburg-Altona. Er wurde 1890 errichtet, von der ursprünglichen Ausführung ist jedoch nur die bronzene Brunnenfigur des Altonaer Künstlers Wilhelm Giesecke erhalten, die unter Denkmalschutz steht.

## Geschichte

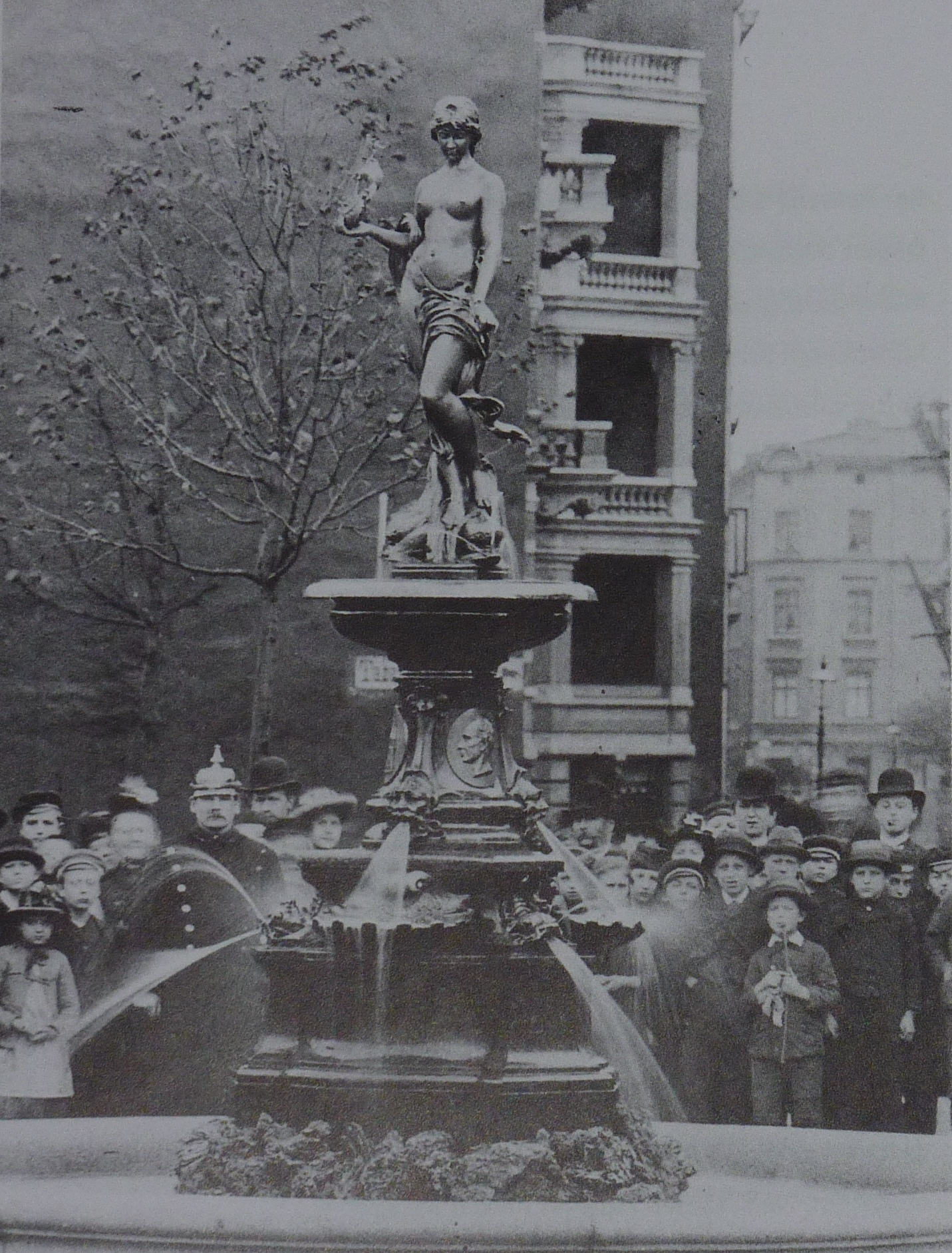
Ursprüngliche Gestalt

Der Brunnen wurde 1890 vom Altonaer-Ottenser Verschönerungsverein zu Ehren des Altonaer Bürgermeisters Caspar Behn (1799–1853) errichtet und stand ursprünglich an der Kreuzung von Goethestraße und Allee (der heutigen Max-Brauer-Allee). Das Erscheinungsbild des gesamten Brunnens war völlig anders als heute: In einem runden Bassin stand eine Säule aus Granit, die ein Muschelbecken stützte, über dem die heute noch erhaltene Bronzefigur stand. Der Brunnen wurde im Zweiten Weltkrieg zerstört, die Figur blieb jedoch erhalten und wurde eingelagert (und zwar nach Darstellung des Hamburger Abendblattes anlässlich der Wiederaufstellung zunächst im Bauhof und dann „im Amtszimmer des Altonaer Bezirksamtsleiters“). 1963 wurde sie an ihrem heutigen Standort am Rande einer 1958 angelegten Grünanlage in einem wesentlich einfacher gestalteten Brunnen wieder aufgestellt.
Im Altonaer Museum für Kunst- und Kulturgeschichte befindet sich eine Aufnahme des Brunnens in seinem ehemaligen Zustand von Emil Puls aus dem Jahr 1930.

## Beschreibung
Die Brunnenfigur zeigt eine junge Frauengestalt, eine Okeanide. In der erhobenen rechten Hand hält sie ein Schiffsmodell, in der linken einen Zweig mit Blättern. Zu ihren Füßen befinden sich Fische, die Wasser speien können. Sie steht auf einem quaderförmigen Betonsockel in einem sechseckigen, flachen, schmucklosen Wasserbecken.